# 水澤英洋
水澤 英洋（みずさわ ひでひろ）は、日本の医師、医学者。東京医科歯科大学 名誉教授。国立精神・神経医療研究センター（NCNP病院脳神経内科 併任） 理事長特任補佐。専門は神経病理学、神経内科学など。
日本神経感染症学会 第3代理事長、日本神経学会 第7代 代表理事なども務めた。

## 略歴
1976年、東京大学医学部医学科を卒業。同年、東京大学医学部附属病院内科系研修医となる。1984年、筑波大学臨床医学系神経内科の講師。1990年、同助教授。1986年、アメリカ合衆国のアルベルト・アインシュタイン医学校モンテフィオーリ病院に留学。1996年、東京医科歯科大学医学部 神経内科（後の東京医科歯科大大学院医歯学総合研究科 脳神経病態学） 教授。2006年、東京医科歯科大学医師会 会長。2008年、東京医科歯科大学医学部附属病院 副病院長。2011年、東京医科歯科大学医学部 医学科長。2014年、独立行政法人 国立精神・神経医療研究センター 理事・院長となる。2016年、国立研究開発法人となった 国立精神・神経医療研究センター 理事長などを歴任した。

## 経歴（大学外）
- 2003年：文部科学省 21世紀COEプログラム “脳の機能統合とその失調”拠点リーダー[5]
- 2010年：日本神経学会 代表理事（第6代から理事長より役職名変更）
- 2017年：第23回世界神経学会議 大会長

など

## 所属学会
- 日本神経学会
- 日本内科学会
- 日本脳卒中学会
- 日本神経感染症学会
- 日本神経科学会
- 日本神経病理学会
- 日本神経治療学会
- 日本神経免疫学会

## 著書
- 『神経感染症を究める (アクチュアル 脳・神経疾患の臨床) 単行本』中山書店、2014年12月5日。ISBN  978-4521734460

など